# 有利大楼
31°14′10″N 121°29′11″E / 31.23611°N 121.48639°E
有利大楼（英文：Union Building），坐落于上海市中山东一路3号（原为中山东一路4号，入口为广东路17号），曾被称为友宁大楼或联合大楼。该楼为1916年兴建，建成后因业主从事保险公司而取名“友宁大楼”。后由于有利银行迁入楼内，遂通称有利大楼。负责该楼设计的为公和洋行，这也是该事务所在上海的首个作品。承建大楼的为裕昌泰营造厂。建筑的外观为文艺复兴式，建造采用钢框架结构，是上海最早采用钢框架的建筑。1994年入选第二批上海市优秀历史建筑。

## 释名
有利大楼最初被称为友宁大楼或者联合大楼，原因是大楼的原投资方为保安保险公司（Union Insurance Society of Canton），所以大楼的英文名为Union Building。其直译为联合大楼，而音译则结合业主所从事的保险业，寓意平安而取名友宁大楼。后有利银行搬入大楼以后，又惯称为有利大楼。

## 历史
有利大楼所在的中山东一路4号，原属于英商天祥洋行。1912年，当时远东著名的水上保险公司，保安保险，签下了在天祥洋行地产上兴建新办公大楼的合约。保安保险意图使新大楼在外滩建筑中不相形见绌，所以特地前往香港寻找适应了东方需求和现代发展的建筑事务所。当时，正逢公和洋行力求在上海开拓业务，于是有利大楼的设计便由公和洋行负责完成。公和洋行指派了年仅32岁的设计师乔治·威尔逊（Geroge L. Wilson）进行设计。1916年，大楼正式竣工启用。
1922年，在上海恢复业务的有利银行从位于杭州路的原办公场所搬迁入内。1937年，淞沪会战之后，由于保险公司无法承担因战争而产生的巨额担保费用，保安保险的资金账户被冻结。有利银行藉此机会以8万英镑的价格收购全部产权。1941年至1945年间，由于日军强占而停业。抗战胜利后，有利银行于原址复业，直至1952年自行申请停业并将大楼移交上海市人民政府。后曾作为上海市民用建筑设计院、上海建筑设计研究院、上海市地质矿产局等使用。1996年，产权置换后，为新加坡佳通集团所有。2004年，经过改造成为外滩三号。

## 建筑
有利大楼位于广东路外滩的转角，由于所在土地的地形狭长，面向外滩的一侧不够开阔，因此建筑的主立面设计在广东路上。正立面整体采用文艺复兴风格，总高6层，其中第一层、第二至第四层、第五六层构成一个横向的三段式，同时以入口和东西两翼够成竖向三段式的布局。外部细节包括正门处都采用了巴洛克风格的装饰。各门两侧均有爱奥尼柱。同时正门上方有巴洛克式的徽盾。建筑的东北角设计有塔亭一间，开沪上大楼安置塔亭的先例。塔亭东南西北的四角设计为双柱，其顶部采用了带有伊斯兰风格的葫芦顶。
建筑由于为框架结构，其所需要的钢制框架据称为向德国克虏伯工厂定制。外墙采用了花岗岩的石料作为贴面。由于采用了框架结构，所以有利大楼内部的办公楼层可由使用者自行划隔。在窗户设计上，大楼的四层和六层使用了上部半月形的构造，而其他楼层则为长方形窗子，增加了建筑外观的变化。另外，第四层和第六层的数个带有黑色铸铁栏杆的阳台也增加了立面的变化。

## 建筑相册

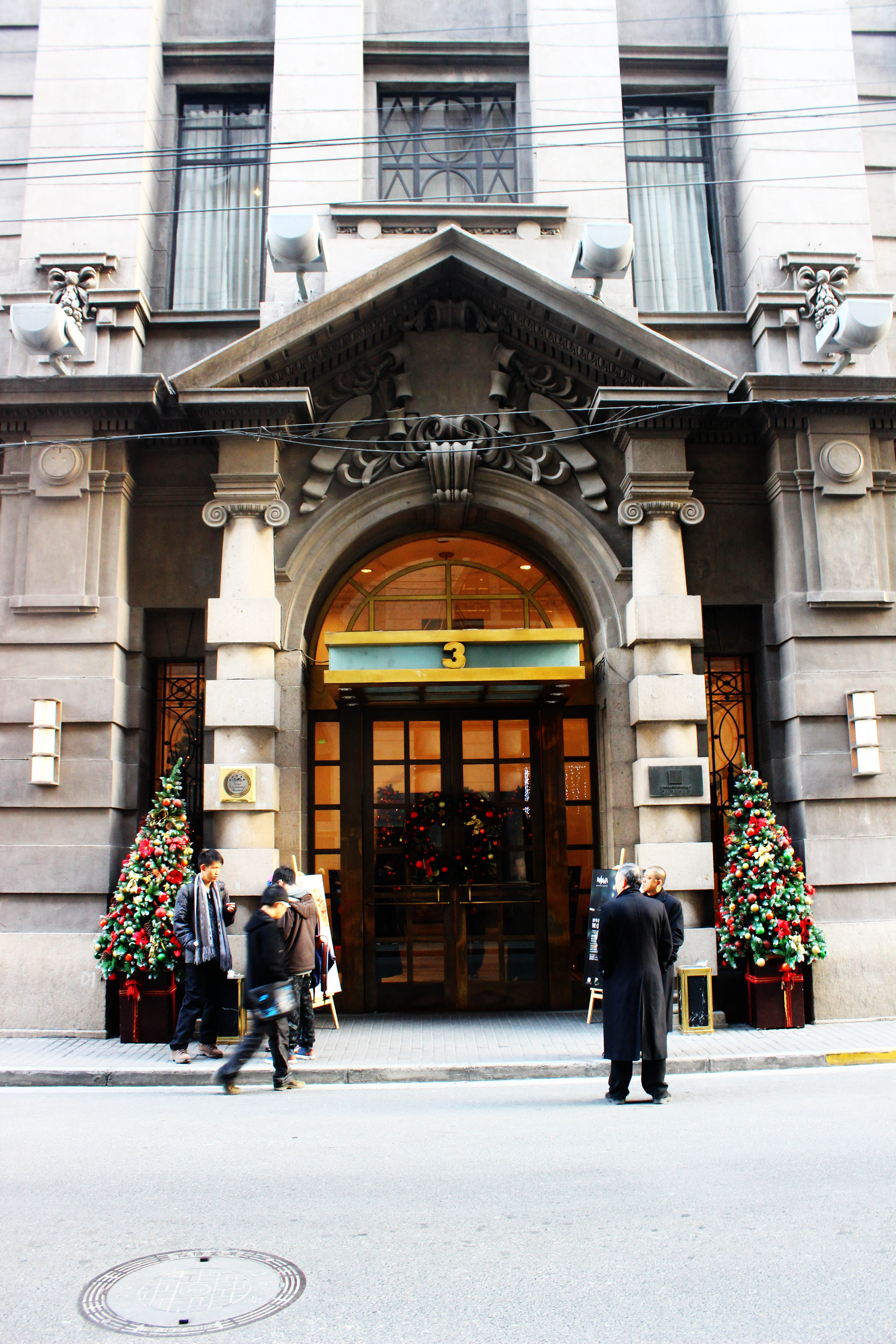
有利大楼正门
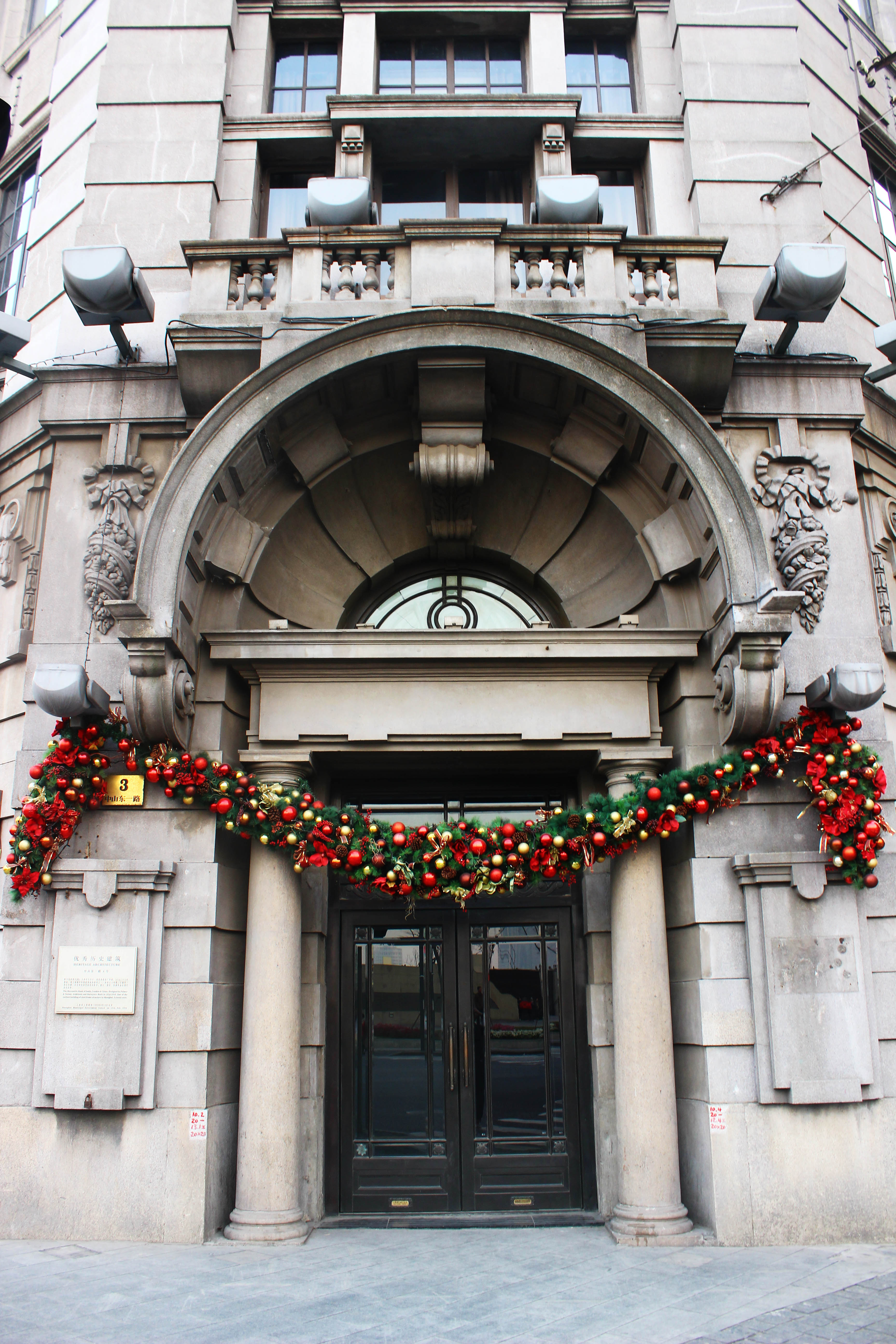
有利大楼东北角入口
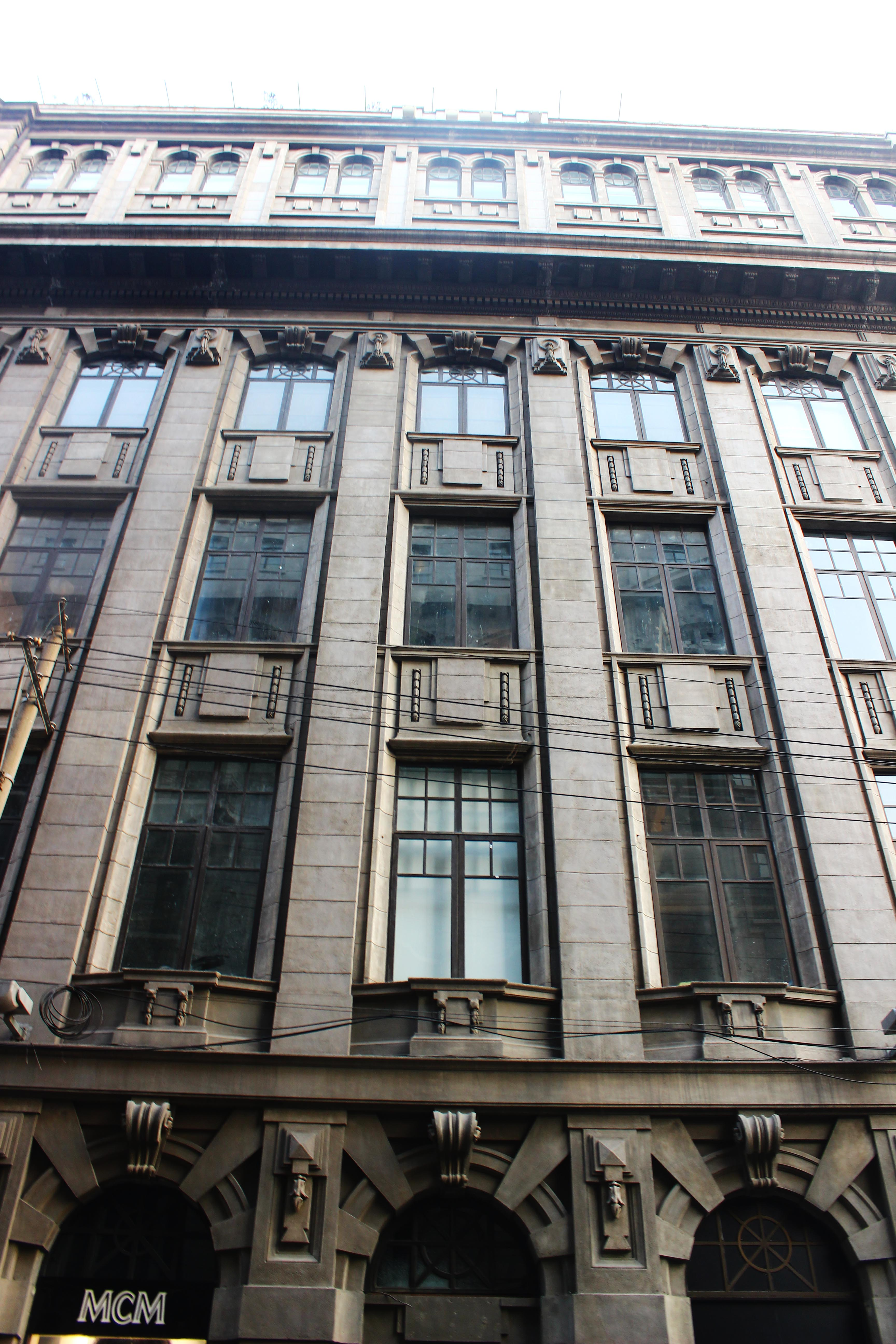
有利大楼正立面（局部）
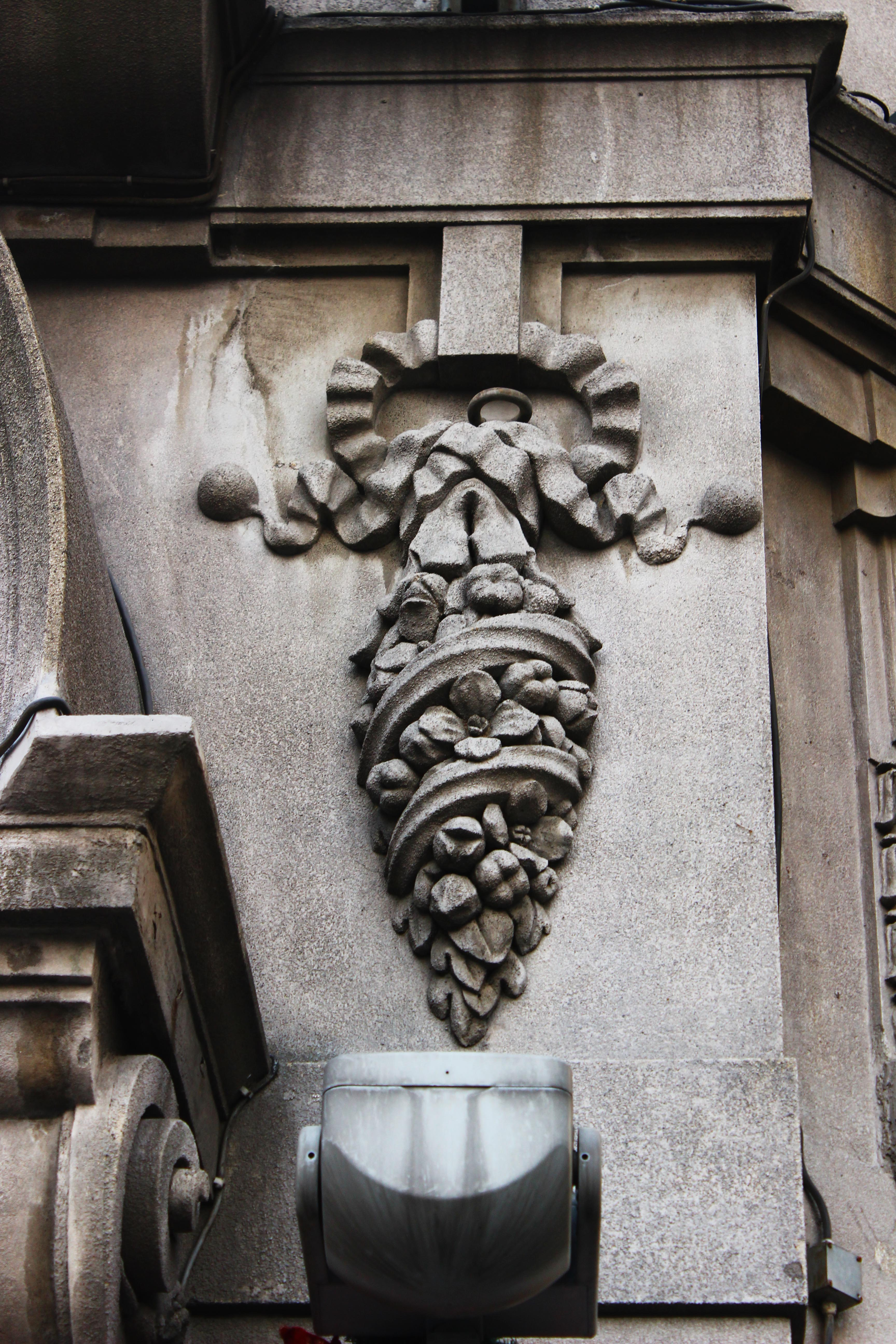
有利大楼装饰
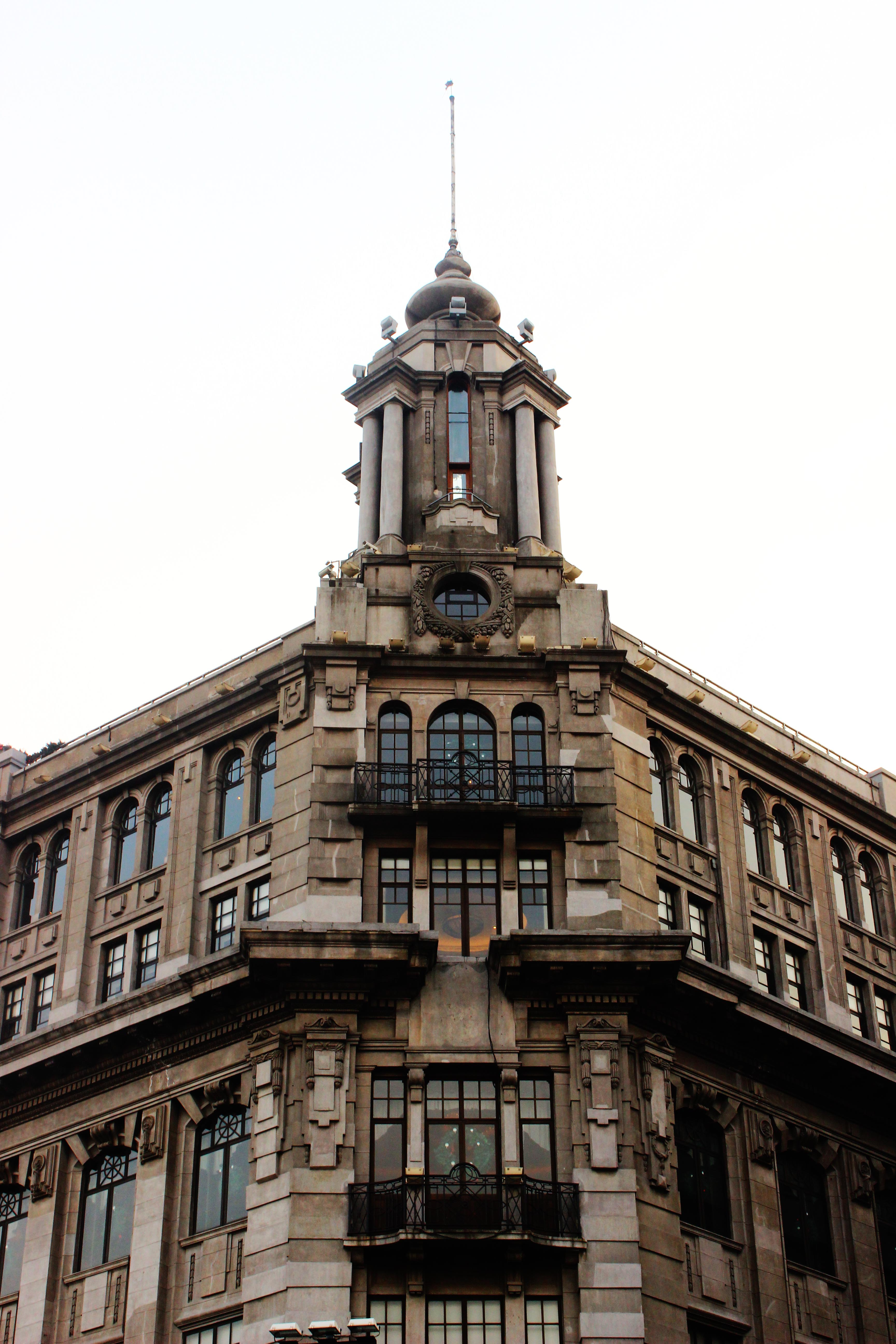
有利大楼塔楼